# Валявко, Виктор Алексеевич
Виктор Алексеевич Валявко (род. 1926) — советский украинский легкоатлет, специалист по бегу на средние дистанции. Выступал на всесоюзном уровне в 1950-х и 1960-х годах, серебряный и бронзовый призёр чемпионатов СССР в дисциплине 1500 метров, обладатель бронзовой медали Спартакиады народов СССР, победитель первенств всесоюзного и республиканского значения. Представлял Киев и спортивное общество «Авангард». Тренер по лёгкой атлетике.

## Биография
Виктор Валявко родился в 1926 году. Занимался лёгкой атлетикой в Киеве, выступал за Украинскую ССР и добровольное спортивное общество «Авангард».
Первого серьёзного успеха на всесоюзном уровне добился в сезоне 1956 года, когда на чемпионате страны в рамках Первой летней Спартакиады народов СССР в Москве с результатом 3.49,4 выиграл бронзовую медаль в зачёте бега на 1500 метров.
В 1958 году на чемпионате СССР в Таллине в дисциплине 1500 метров показал результат 3.50,6 и завоевал серебряную награду, уступив только литовцу Йонасу Пипине.
В 1961 году на чемпионате СССР в Тбилиси с результатом 3.51,4 вновь финишировал вторым на той же дистанции — на сей раз его обошёл москвич Валентин Караулов.
Впоследствии работал тренером по лёгкой атлетике в Киеве, в частности занимался подготовкой титулованного бегуна Евгения Аржанова, серебряного призёра Олимпийских игр.